# ترسا لیان
تِرِسا لیان (به انگلیسی: Teressa Liane) یک بازیگر استرالیایی است که بیشتر به خاطر بازی در نقش "ماری لوییز" در مجموعه خاطرات خون آشام و نقش آنجلیکا در بدلندز شهرت دارد.